# 吳畹卿
吴畹卿（1847年-1926年/1927年1月20日），字畹卿，名曾祺，无锡人。中國近代昆曲名家。

## 生平
師從惠杏村、徐增寿，後來自創新曲，通音韵、反切、器乐，尤擅曲笛、琵琶及三弦。他在自己的著作中對昆曲的演唱与教学進行了詳細描述，要求演唱者吐字行腔严格按照韵谱，明辨四声阴阳。著有《读曲例言》和《曲谱》四册。1921年天韵社正式成立時擔任社长，杨荫浏曾入社從其學習。梅蘭芳亦曾向其求教。1926年至1927年間因儿子、儿媳相继去世而深受打擊，最終病逝。